# Милутин Новаковић
Милутин Новаковић (Доња Горевница, 12. април 1925), потомак Јакова Обреновића, брата кнеза Милоша Обреновића. Живи у селу Доња Горевница код Чачка.
Наталија Обреновић својим тестаментом један део имовине породице Обреновић одредила је живим потомцима Јакова Обреновића, брата кнеза Милоша Обреновића, јер је претпоставила да од њега још постоје живи потомци. Године 1953. секретар француске амбасаде долазио је y Горњи Милановац да сазна има ли живих потомака Обреновића како би се извршила последња воља краљице Наталије. Због тадашњих прилика нико није смео да призна сродство Милутина Новаковића са Обреновићима.